# Nickerie (district)

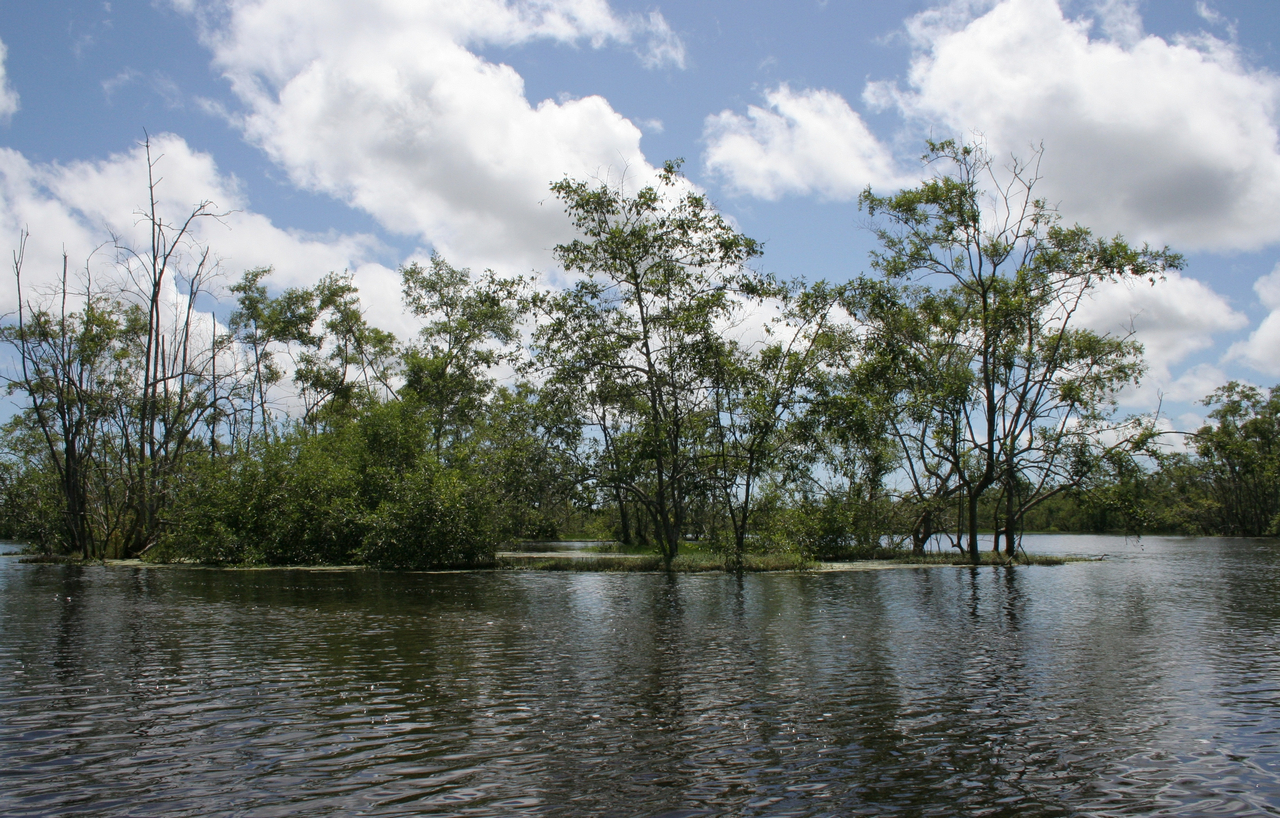
Mangrove in Bijzonder Beheersgebied Bigi Pan

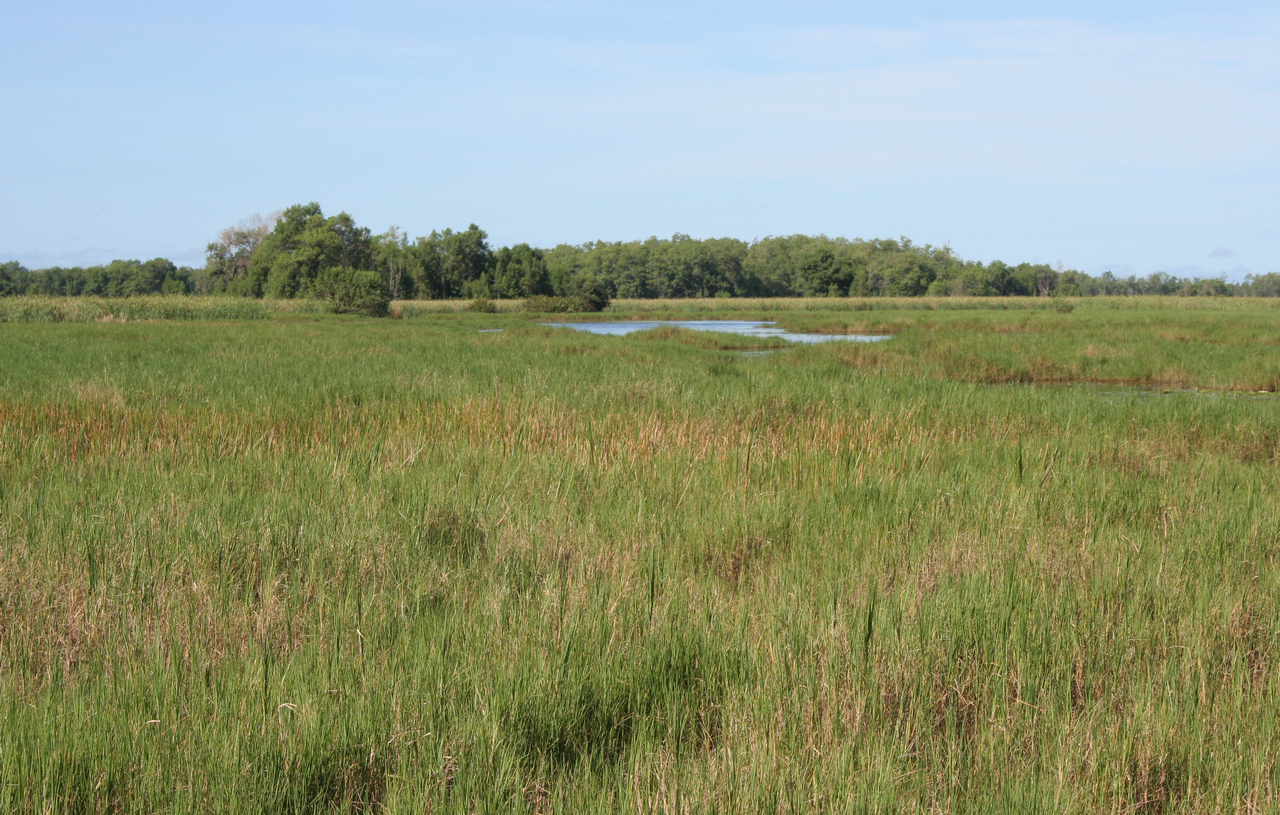
De drassige kuststrook van Nickerie

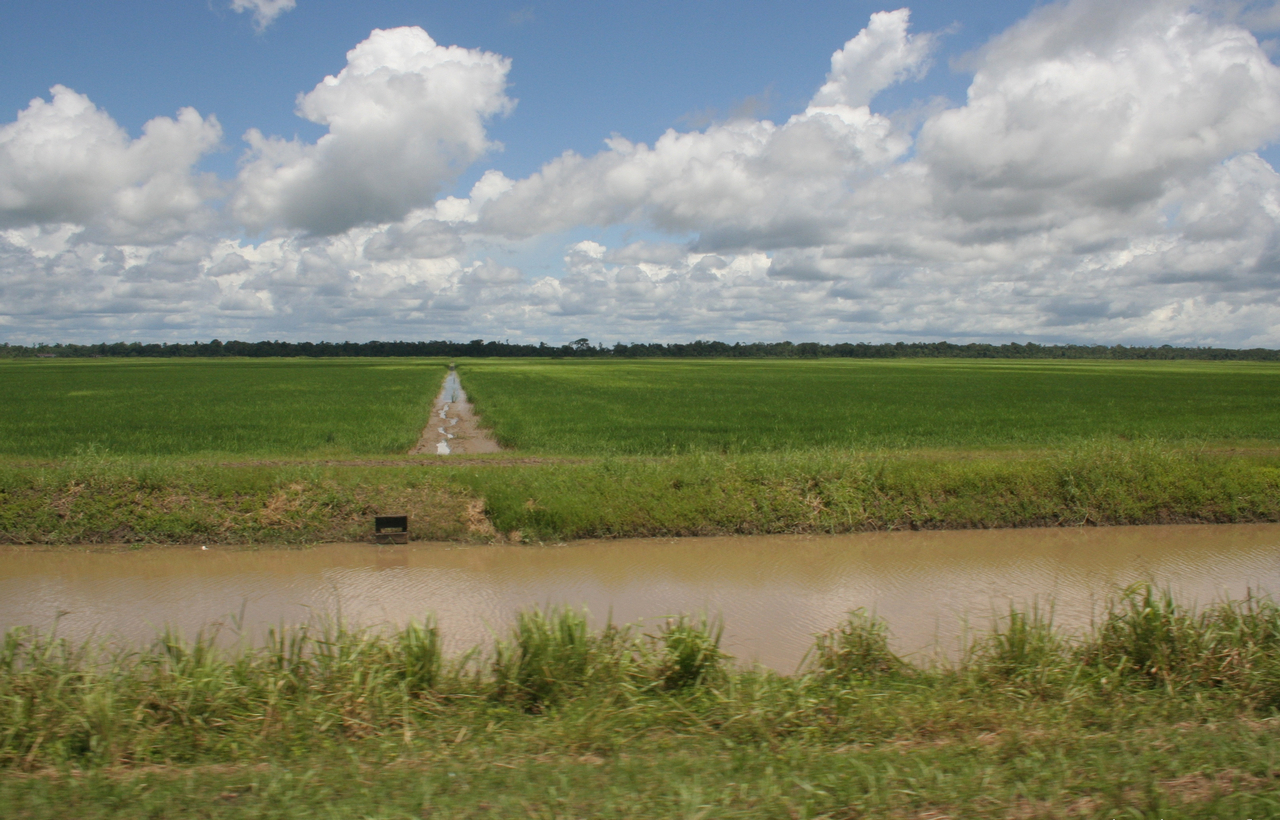
Het polderlandschap rond Wageningen

Nickerie (uitspraak Nickéérie) is een van de districten van Suriname. Het ligt in het noordwesten van het land, aan de monding van de rivier de Corantijn, de grensrivier tussen Suriname en Guyana. De hoofdplaats is Nieuw-Nickerie, gelegen aan de rivier de Nickerie. In het oosten grenst Nickerie aan het district Coronie, dat in de 19e eeuw werd gevormd uit het oostelijke deel van Nickerie, in het zuiden grenst het district aan Sipaliwini. Naast de hoofdstad bevindt zich in het district ook de bekende plaats Wageningen.
Met de kolonisatie werd pas rond 1800 begonnen. Voordien was zij door meerdere redenen ongunstig. Suriname was destijds in Britse hand; het merendeel van de planters die zich er vestigden waren dan ook Schotten en Engelsen. Ook nadat Suriname weer een Nederlandse kolonie werd, bleef het district nog lange tijd meer op de naburige Britse koloniën gericht dan op Paramaribo. De Nickeriaanse plantages waren erg welvarend tijdens de 19de eeuw, ook na de afschaffing van de slavernij. Aan het einde van de eeuw gingen zij echter door een samenloop van omstandigheden ten gronde. In hun plaats kwamen kleinlandbouwers, die zich in de loop van de tijd vooral op rijst toelegden. Nog vandaag is deze een belangrijk onderdeel van de economie.
Nieuw-Nickerie werd officieel gevestigd in 1879. Het beslaat 5.353 km² en had in 2012, bij de laatste volkstelling, 34.233 inwoners, voornamelijk Hindoestanen en Javanen. Alle bevolkingsgroepen zijn er echter vertegenwoordigd.

## Geschiedenis

### Prehistorie
Over de Nickeriaanse geschiedenis voor de kolonisatie is weinig bekend. Er zijn vondsten die er op wijzen dat het binnenland al aan het begin van onze jaartelling bevolkt was. Tussen de achtste en zestiende eeuw woonden er ook inheemse Surinamers aan de kust. Zij leefden op een aantal woonterpen tussen Wageningen en Coronie - de bekendste is de Hertenrits - en leefden van landbouw, visvangst, jacht en het verzamelen van weekdieren. Langs de Corantijn zijn een aantal moeilijk te dateren rotstekeningen gevonden.

### Eerste contacten
Tot de achttiende eeuw waren er geen noemenswaardige koloniale nederzettingen in Nickerie. Plantages daar zouden niet beschermd zijn tegen overvallen vanuit de zee en er was genoeg grond in het oosten, waar Fort Nieuw-Amsterdam voor veiligheid zorgde. De eigenlijke Surinamekolonie beperkte zich tot de Suriname- en Commewijnerivier en hun zijtakken. Nog tot de dag van vandaag gebruiken Nickerianen het woord "Suriname" om Paramaribo en de wijde omgeving daarrond aan te duiden.
Wel waren er voor 1800 al een paar kolonisatiepogingen en contacten tussen Europeanen en de inheemse bevolking. Zo vestigden zich in 1613 een aantal Europeanen langs de Corantijn, waar zij tabak verbouwden. Het is niet bekend wat er met hen gebeurd is. Ergens voor 1718 vestigde zich een avonturier namens Dietzel, een mulat afkomstig van Grenada, in Nickerie en verkreeg een zekere invloed bij de plaatselijke inheemse bewoners. Het toenmalige gouvernement benoemde hem hierop tot posthouder, een lage ambtenaar die in een afgelegen streek het gezag van de regering vertegenwoordigde en toezicht hield op de plaatselijke bevolking, de Maratakka. Pogingen van Moravische broeders in 1760 in Ephraim en in 1765 in Hoop om de inheemse Surinamers tot het christendom te bekeren mislukten.

### Begin van de kolonisatie en Engels bewind
Rond 1800 stabiliseerde de situatie in Europa zich echter enigszins, waardoor het gevaar voor overvallen afnam. Ook begon men in het Oosten van de kolonie steeds meer last te krijgen van overvallen door Marrons. In 1797 begon gouverneur Frederici daarom met de aanleg van de plantages Paradise en Plaisance.
Al snel verloor Frederici echter zijn interesse voor het district. (Hij wilde er zelfs een melaatsenkolonie stichten.) Hij verkocht zijn plantages aan een Schot uit Grenada, een zekere John Stuart. Nadat Suriname 1799 onder Engels bewind kwam, vestigden zich noch meer aantallen Schotten en Engelsen met hun slaven in Nickerie. Typisch Schotse achternamen, zoals MacDonald en Maclntosh, komen nog altijd voor in Nickerie.
De "Nieuwe Kolonie", zoals men Nickerie (en Coronie – de twee districten maakten toen nog deel uit van hetzelfde district, Nickerie. Coronie werd afgesplitst in 1851) toen noemde, bloeide al snel op. De grond was vruchtbaar, de verbinding met de afzetmarkt was beter en de op de plantage verblijvende eigenaren droegen beter zorg voor hun eigendom. In de Oude Kolonie waren plantages veelal bezit van eigenaren in Nederland en werden beheerd door administrateurs, die geen reden hadden om langetermijnverbeteringen uit te voeren. Men verbouwde katoen, koffie en in mindere mate ook suiker en bananen.

### Terugkeer naar Nederlands bestuur
In 1816 kwam Suriname weer onder Nederlands bestuur, zeer tot het chagrijn van de planters, die overwegend Brits waren – in 1835 telde het district slechts één Nederlandse planter. De gouverneur van Demerara deed daarom in 1813, ondersteund door Engelse planters in Nickerie en Berbice, een voorstel om Nickerie bij Demerara te voegen. Pinson Bonham, de toenmalige gouverneur van Suriname, gaf echter een negatief advies. Het voorstel werd uiteindelijk niet aangenomen.
Na 1816 richtten zich nogmaals zeven Engelse planters met een petitie aan de Britse regering om door het Verenigd Koninkrijk geannexeerd te worden of ten minste handel te mogen drijven met het Britse rijk. Zij waren financiële verplichtingen aangegaan met personen in Londen, Liverpool en Glasgow; door de isolatie van het district gedwongen handel te drijven met de veel dichtere Engelse koloniën - Een reis naar Paramaribo duurde toen zes à zeven dagen; een naar Demerara slechts enkele uren. - en voelden zich verwaarloosd onder Nederlands bewind. De Britse regering stuurde dit verzoek door naar Koning Willem I, die het moeilijk kon weigeren. Nederlandse planters in Demerara, Essequibo en Berbice hadden immers gelijkaardige privileges gekregen.
Het district richtte zich hierdoor erg op Brits-Guyana en vervreemde steeds meer van de rest van Suriname. Er ontstond een felle naijver tussen de Nieuwe en de Oude Kolonie. Onder druk van planters uit de Oude Kolonie werden de privileges dan ook in 1820 ongedaan gemaakt.

### Economische dynamiek tijdens de 19de eeuw
Vanaf 1825 daalde de katoenprijs, waardoor de uitbreiding van plantages afnam. De katoenplantages, die vooral aan de zeekust lagen, hadden ook last van kustafslag. De laatste kustplantage (Good Intent) werd in 1858 verlaten. Na de afschaffing van de slavernij in Guyana in 1833 ontstond er een kleine, maar regelmatige stroom van weggelopen slaven daarheen, die met geen maatregelen te stoppen was.
Het district bleef echter vrij welvarend. De katoenplantages langs de rivier werden vervangen door suikerriet en de slaven van de verlaten kustplantages werden gebruikt voor de uitbreiding van de cacaoteelt. In Nickerie bevonden zich destijds enkele van de meest ontwikkelde plantages in heel Suriname. De plantages Waterloo en Hazard bezaten al in 1858 vacuümpannen en centrifugale verdampers.
Ook na de afschaffing van de slavernij ontwikkelde de landbouw zich gunstig. De isolatie van het district verhinderde de grootschalige trek van vrijgewordenen naar Paramaribo, wat in andere districten voor een gebrek aan arbeiderskrachten zorgde. Als er al een gebrek bestond, werd dit gevuld door immigratie vanuit Brits-Guyana. Hierin speelde ook dat de lonen in Nickerie hoger waren dan in de rest van de kolonie. (80 cent per dag tegenover 60 cent per dag in de jaren 1870.)
Vanaf 1892 ging het echter bergaf, door eerst zware neerslag, waarop een malaria-epidemie volgde en tot slot drie jaren droogte (1896, 1897 en 1899). Drie van de vijf suikerplantages gingen ten gronde.

### Opkomst van de rijstbouw
| Jaar | padieproductie (ton) |
| ---- | -------------------- |
| 1911 | 2.195                |
| 1916 | 7.471                |
| 1921 | 11.797               |
| 1926 | 21.530               |
| 1931 | 24.395               |
| 1936 | 33.726               |
| 1939 | 39.425               |

Kort na de ondergang van de grootlandbouw begon echter de kleinlandbouw. De eerste vestigingsplaats werd in 1898 aangelegd op de verlaten plantage Paradise. Een tweede volgde in 1903. Deze waren bedoeld om Brits-Indiërs die hun contract uitgediend hadden van landbouwgrond te voorzien. Er werd initieel veel cacao verbouwd, maar door de krullotenziekte nam die teelt al snel aan belang af. Rond dezelfde tijd was de balata-exploitatie belangrijk. De balatableeders namen rijst mee op hun tochten, omdat die langer houdbaar was. Hindoestanen, die niet in de balata-industrie mochten werken, omdat het gouvernement ze voor de landbouw wilde bewaren, begonnen daarom rijst te telen.
Rijst, of, preciezer, padie (ongepelde rijst), zou tijdens het begin van de 20ste eeuw uitgroeien tot een belangrijk exportproduct. De productie nam fors toe tijdens de periode 1911-1926 (zie tabel rechts). Tijdens de jaren ‘30 begon men met de mechanisatie. Hiervoor was vooral het werk van de firma Van Dijk van groot belang. Zij leidde van 1933 tot 1939, gesubsidieerd door de overheid, maar op eigen risico, een succesvol proefproject voor het mechaniseren van de rijstbouw. Het was bedoeld om de weg voor te bereiden voor de immigratie van Nederlandse boeren, maar daar kwam uiteindelijk niets van. De kennis kwam vooral tot nut voor de Hindoestaanse boeren.

## Geografie
Het overgrote deel van de bevolking van Nickerie woont in een ingepolderde strook land in het noorden van het district. Aan de noordelijke zijde wordt dit door moeras en mangrovebossen gescheiden van de Atlantische Oceaan, naar het zuiden toe vormen tropische bossen de overgang naar het in het binnenland gelegen district Sipaliwini. De brede Corantijnrivier vormt de westelijke grens en tevens de landsgrens met Guyana, de Nickerierivier is die van het zuidoosten naar het noordwesten stroomt is de belangrijkste levensader, waarlangs de meeste polders met landbouwgronden zijn aangelegd en waar de meeste bewoning plaatsvindt. De eerste grootschalige economische exploitatie van het gebied was eveneens ontstaan met plantages langs deze rivier.
De bosrijke binnenlanden van de Boven-Nickerie werden pas eind 19e eeuw in kaart gebracht, door districtscommissaris Corstiaan van Drimmelen die verschillende expedities ondernam. Van Drimmelen werd in 1902 agent-generaal voor de Immigratie en richtte in 1910 de "Surinaamsche Immigranten Vereeniging" (SIV) op, waarmee hij een belangrijke rol speelde in de ontwikkeling van de positie van zowel de Hindoestaanse als Javaanse immigranten in Suriname. De 630 hectare grote Van Drimmelenpolder in het ressort Westelijke Polders is naar hem vernoemd.

### Natuur

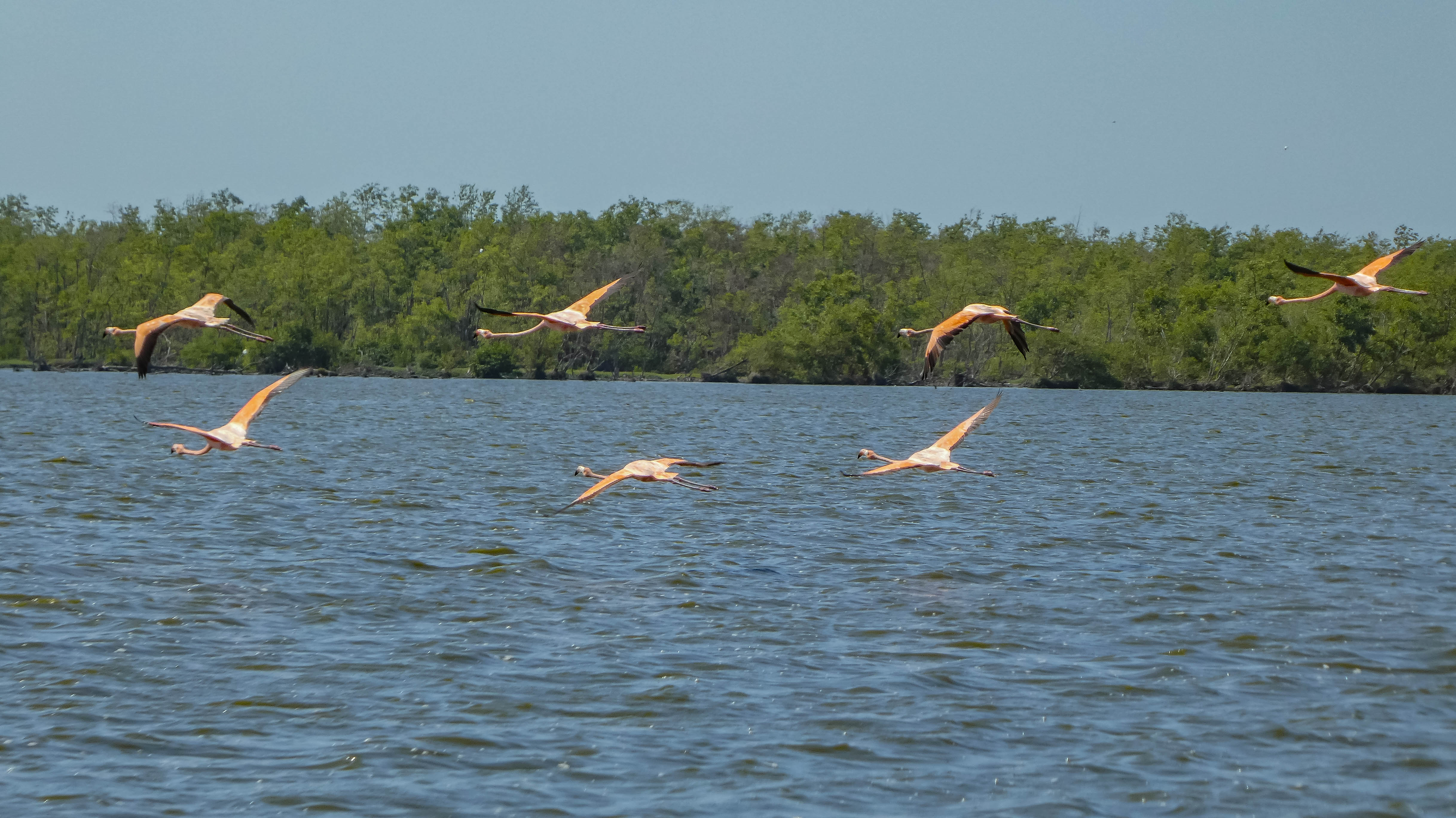
Flamingo's in Bigi Pan

In het noorden van het district bevindt zich het Bijzonder Beheersgebied Bigi Pan, een uitgestrekt beschermd natuurgebied van 679 vierkante kilometer rond een lagune, die bestaat uit moerasachtige draslanden en mangrovebossen. Het gebied is geliefd onder vogelspotters vanwege de grote diversiteit aan vogelsoorten, waaronder de rode ibis, flamingo's en de Moerasbuizerd die het gebied gebruiken om te foerageren. Daarnaast komen er andere zoet- en zoutwaterminnenden soorten voor waaronder de kaaiman en wenkkrabben.
Aan de monding van de Corantijn ligt aan Surinaamse zijde het Corantijnstrand dat wordt gebruikt voor recreatie.

## Economie

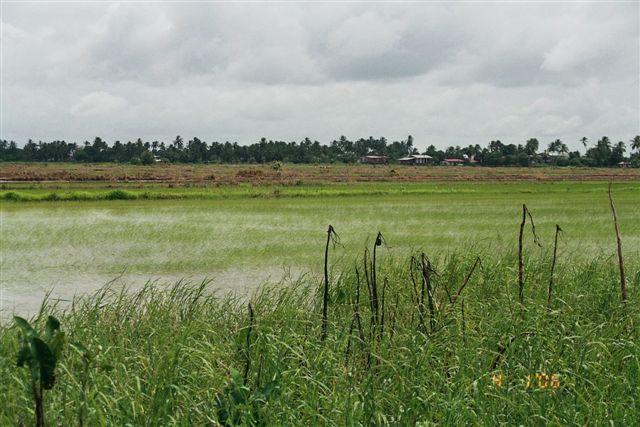
rijstveld in Nickerie

Het hoofdbestaansmiddel is de landbouw. Hierin is vooral de rijstbouw van groot belang; Nickerie is de grootste rijstproducent van Suriname. Rijst wordt op grote en middelgrote schaal aangebouwd bij Wageningen en op kleine schaal in verscheidene vestigingen in het district.
Daarna worden ook nog enkele andere exportgewassen aangeplant, zoals bacoven (bananen) en suikerriet. Verder is de veeteelt, voornamelijk van runderen, maar ook van schapen, geiten, kippen en doksen (eenden), in Nickerie relatief belangrijk vergeleken met andere districten en vangt men vis in de zwampen (moerassen). Op enkele plaatsen wordt op kleine schaal aan bosbouw gedaan.
Van industrie is nog weinig sprake. Er zijn houtzaagmolens en enkele bedrijven in de genots- en voedingsmiddelensector.

## Verkeer en vervoer
Nickerie staat over de weg in verbinding met de rest van het land via de Oost-Westverbinding. Via de lucht is er de Majoor Henk Fernandes Airport, die ook verbindingen heeft met het buitenland. Verder beschikt Nieuw-Nickerie over een belangrijke zeehaven.
De officiële oversteek naar Guyana wordt met een veerverbinding vanaf South Drain gemaakt. Daarnaast is er nog een illegale oversteekplaats in Backtrack die door de Surinaamse overheid wordt gedoogd.

## Bevolking
| Jaar | Inwoneraantal |
| ---- | ------------- |
| 1922 | 10.200        |
| 1950 | 16.600        |
| 1964 | 30.400        |
| 2012 | 34.233        |

Bij de laatste Surinaamse volkstelling in 2012 telde het district 34.233 inwoners. In 1922 was dit nog maar 10.200 (zie tabel rechts). De grootste bevolkingsgroep vormen de Hindoestanen (20.724, ofwel 60%), gevolgd door de Javanen (5.875, ofwel 17%). Daarnaast wonen er ook creolen (2.447), inheemsen (734), Chinezen (295) en blanken (40). Er wonen ook 3.555 personen van gemengde afkomst.
| Census 2012     | Aantal | %      |
| --------------- | ------ | ------ |
| Hindoestanen    | 20.724 | 60,54% |
| Javanen         | 5.875  | 17,16% |
| gemengd         | 3.555  | 10,38% |
| Creolen         | 2.447  | 7,15%  |
| Inheemsen       | 734    | 2,14%  |
| Chinezen        | 295    | 0,86%  |
| Marrons         | 242    | 0,71%  |
| overige         | 157    | 0,46%  |
| onbekend        | 97     | 0,28%  |
| Afro-Surinamers | 67     | 0,20%  |
| Blanken         | 40     | 0,12%  |
| Totaal          | 34.233 |        |

#### Religie

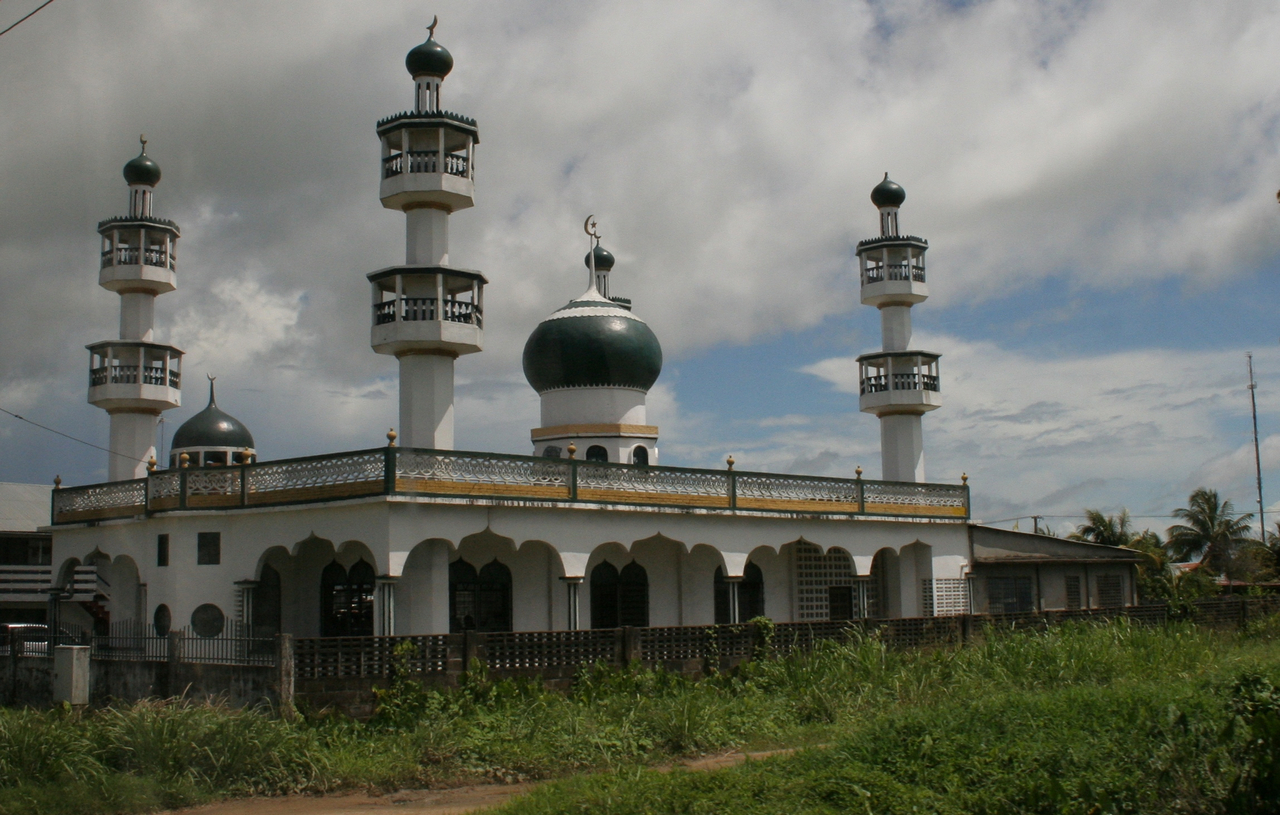
Moskee in Wageningen

Volgens de volkstelling van 2004 zijn de meeste Nickerianen aanhangers van het hindoeïsme (43%). De islamieten en christenen vormen grote minderheden met 23% respectievelijk 21% van de bevolking. 
| Religieuze samenstelling van het district Nickerie volgens de volkstelling van 2004 | Religieuze samenstelling van het district Nickerie volgens de volkstelling van 2004 |
| Religie                                                                             | % van de bevolking                                                                  |
| ----------------------------------------------------------------------------------- | ----------------------------------------------------------------------------------- |
| hindoeïsme                                                                          | 43,2%                                                                               |
| islam                                                                               | 22,5%                                                                               |
| christendom                                                                         | 20,6%                                                                               |
| traditioneel + overige                                                              | 0,7%                                                                                |
| geen                                                                                | 0,6%                                                                                |
| onbekend                                                                            | 8,4%                                                                                |

## Politiek
Het district Nickerie is in De Nationale Assemblée vertegenwoordigd door vijf gekozen parlementariërs.

### Ressorten

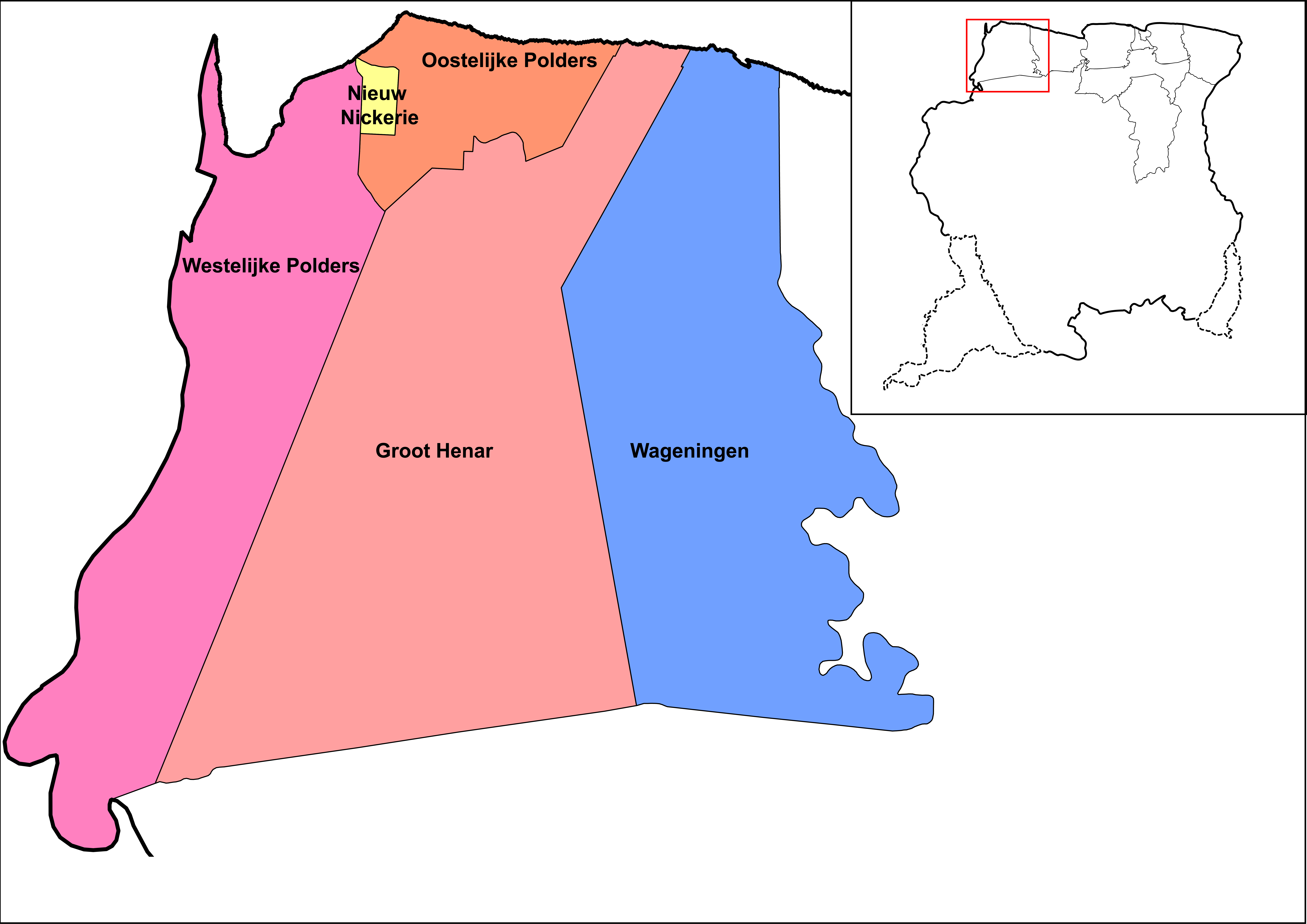
Ressorten van Nickerie
Groot Henar (zalmroze)
Nieuw-Nickerie (geel)
Oostelijke Polders (oranje)
Wageningen (blauw)
Westelijke Polders (magenta)

Nickerie is onderverdeeld in vijf ressorten:
| Ressort            | oppervl. (km²) | inwoners | dichtheid (inw/km²) |                                                                                             |
| ------------------ | -------------- | -------- | ------------------- | ------------------------------------------------------------------------------------------- |
| Groot Henar        | 2.185          | 2.709    | 1,24                | Groot- en Kleinhenarpolder                                                                  |
| Nieuw-Nickerie     | 30             | 12.818   | 427,27              |                                                                                             |
| Oostelijke Polders | 357            | 7.153    | 20,04               | Longmay, Prins Bernhardpolder, Paradise, Bacovendam, Hamptoncourtpolder, Sawmillkreekpolder |
| Wageningen         | 1613           | 2.937    | 1,82                |                                                                                             |
| Westelijke Polders | 1.168          | 8.616    | 7,38                | Van Drimmelenpolder, Clarapolder, Zeedijk en Corantijnpolder, van Pettenpolder, Nanipolder  |
| Totaal             | 5.353          | 34.233   | 6,39                |                                                                                             |

### Districtscommissarissen

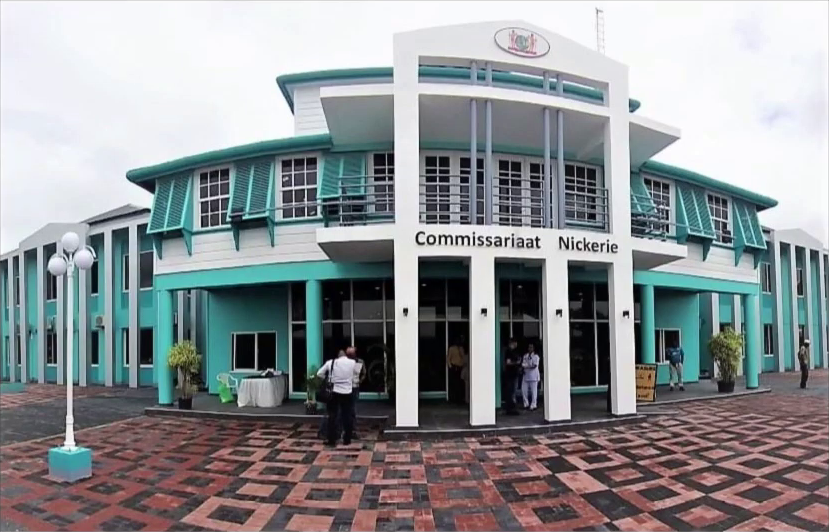
Commisariaat, nieuwbouw uit 2020

Hieronder volgt een incomplete lijst van districtscommissarissen die het district hebben bestuurd:
| Districtscommissaris      | Partij | van  | tot   | opmerking  |
| ------------------------- | ------ | ---- | ----- | ---------- |
| Ramkisoen Percival Bharos |        | ?    | ?     |            |
| Jules Ajodhia             | VHP    | 1978 | 1988  |            |
| Rashied Doekhi            | NDP    | ?    | ?     |            |
| Hardeo Ramadhin           | VHP    | 2001 | 2004  |            |
| Bhagwatpersad Shankar     | VHP    | 2005 | 2010  |            |
| Roline Samsoedien         | NDP    | 2010 | 2011  | waarnemend |
| Laksmienarain Doebay      | NDP    | 2011 | 2011  |            |
| Roline Samsoedien         | NDP    | 2011 | 2012  | waarnemend |
| Wedprekash Joeloemsingh   | NDP    | 2012 | 2019  |            |
| Nisha Kurban-Baboe        | NDP    | 2019 | 2020  |            |
| Senrita Gobardhan         | VHP    | 2020 | heden |            |

### DNA-leden
Hieronder volgt een incomplete lijst van parlementsleden die het district hebben vertegenwoordigd:
1987-1991:
- Ch. Bachoe (NF/VHP)
- J.D.P.K. Ishwardat (NF/VHP)
- M.L. Mahawatkhan (NF/VHP)
- D. Roepram (NF/NPS)
- R.M. Wasimin (NF/KTPI)

1996-2000:
- S.A. Jainullah (NF/VHP)
- A. Singh-Koendjbiharie (NF/VHP)
- L. Tewari (NF/VHP)

- M. Soeleman Hasanradja (NDP)

2000-2005:
- Mohamed Mahawatkhan (NF/VHP)
- Ramlall Mahabier (NF/VHP)
- Kaulessar Matai (NF/VHP)
- Carmelita Ferreira (NF/NPS)
- Soedeshchand Jairam (PVF)

2005-2010:
- Kaulessar Matai (NF/VHP)
- Carmelita Ferreira (NF/NPS)
- Rashied Doekhi (NDP)
- Soedeshchand Jairam (PVF)

- Harriët Ramdien (DNP-2000)

2010-2015:
2015-2020:
2020-2025:
- Mohamedsafiek Gowrie (VHP)
- Niesha Jhakry (VHP)
- Harriët Ramdien (VHP)
- Stephen Madsaleh (VHP)
- Ebu Jones (NDP)

## Bekende inwoners

### Geboren
- Clemens Ramkisoen Biswamitre (1897-1980), jurist en politicus
- William Emanuël Juglall (1899-1980), politicus
- Ludwig Sitalsing (1901-1978), ambtenaar, politicus
- Sewraam Rambaran Mishre (1915-1964), arts en politicus
- Fred Ormskerk (1923-1980), militair
- Mike Brahim (1928), politicus van Libanese afkomst
- Pannalal Parmessar (1936-2011), politicus
- Baal Oemrawsingh (1940-1982), hoogleraar biochemie
- Sugrim Oemrawsingh (1940-1982), wetenschapper
- Kries Mahadewsing (1942-2013), politicus
- Herman Gooding (1943-1990), politie-inspecteur
- Nirmala Rambocus (1950), Nederlands politicus van Surinaamse afkomst
- Ram Ramlal (1951), Nederlands politicus
- Rabin Parmessar (1952), politicus van Hindoestaanse afkomst
- Elias Khodabaks (1953-2008), biochemicus en politicus
- Martha Tjoe Nij (1953), dichteres
- Harry Kisoensingh (1954-2008), politicus
- Winston Lackin (1954-2019), politicus
- Alimoedien Nasrullah (1961) plaatsvervangend korpschef en advocaat
- Theo Jubitana (1965-2021), bestuurder en politicus
- Shamier Khan Madhar (1975), politicus Gemeente Commissielid voor PvdA in Zoetermeer
- Ebu Jones (1981), diplomaat